# 59 f.Kr.

## Händelser

### Efter plats

#### Romerska republiken
- Gaius Julius Caesar och Marcus Calpurnius Bibulus blir konsuler i Rom (vilket blir känt som "Julius och Caesars konsulskap" på grund av Caesars nedtryckande av sin kollega).
- Caesar, Pompeius och Crassus ingår en informell allians i det första triumviratet (eller 60 f.Kr.).
- Caesar gifter sig med Calpurnia i Rom.
- Kolonin Florentia, nuvarande Florens, grundas.

## Födda
- Titus Livius, romersk historiker
- Ptolemaios XIV farao av Egypten (född detta eller föregående år)

## Avlidna
- Gaius Octavius, romersk statsman, far till kejsar Augustus
- He av Changyi, kejsare av den kinesiska Handynastin